# 福島県立いわき翠の杜高等学校
福島県立いわき翠の杜高等学校（ふくしまけんりつ いわきみどりのもりこうとうがっこう）は、福島県いわき市内郷綴町板宮にある定時制単位制課程の県立高等学校。

## 概要
定時制高校旧福島県立いわき中央高等学校施設を活用して開校した福島県立いわき光洋高等学校の全日制課程が移転したことにより再び同じ場所に定時制単独設置高校が復活した形となっている。

## 学科
- 定時制単位制普通科
  - 昼間主コース（I・II・III時限）
  - 夜間主コース（III・IV・V時限）

※III時限目は自由選択科目で、これを履修すると3年での卒業が可能となる。

## 沿革
- 1969年 - 福島県立平商業高等学校に併設されていた定時制の福島県立平第二高等学校と福島県立内郷高等学校（現：福島県立いわき総合高等学校）定時制課程が統合され福島県立いわき中央高等学校となり定時制単独設置校として現所在地に設置。
- 1993年 - いわき中央高等学校を廃校とし、福島県立いわき光洋高等学校を設置。同校の単位制定時制課程となる。
- 2004年 - 福島県立いわき光洋高等学校定時制課程が全日制課程より分離独立し福島県立いわき翠の杜高等学校を設置。

## アクセス
- JR常磐線内郷駅下車、徒歩。